# Determinationsthese
Die Determinationsthese, oft auch Determinierungshypothese genannt, ist ein Modell zur Erklärung des Verhältnisses zwischen Journalismus und Öffentlichkeitsarbeit. Der Begriff stammt aus der Publizistik- und Kommunikationswissenschaft.

## Das Modell
Die Kommunikationswissenschaftlerin Barbara Baerns entwickelte die Determinationsthese – auch wenn sie sie selbst nicht so nannte. Der Ausgangspunkt für sie war die auffällige Konsonanz (Übereinstimmung) der Berichterstattung verschiedener Medien zu jeweils einem Thema. Sie stellte in ihrer 1981 abgeschlossenen Untersuchung die landespolitische Öffentlichkeitsarbeit (PR) in Nordrhein-Westfalen in Form von Pressemitteilungen und Pressekonferenzen der Gesamtberichterstattung über landespolitische Themen in der Presse gegenüber. Sie kam zum Ergebnis, dass 60–70 % der Berichterstattung in den Medien auf Öffentlichkeitsarbeit zurückgehen. Aus ihren Forschungsergebnissen folgerte sie:
- Das journalistische Berufsbild des freien kritischen Berichterstatters widerspricht tatsächlichen Tätigkeitsmerkmalen im arbeitsteilig und großbetrieblich organisierten und terminierten Produktionsprozess.
- Je mehr Einfluss PR hat, desto weniger Einfluss hat der Journalismus (und andersherum). (Baerns bezeichnet das als „Nullsummenspiel“.)
- Journalisten (auch Agenturjournalisten) verhalten sich passiv vermittelnd gegenüber PR-Material. Der Aussagegehalt von PR-Botschaften wird durch Journalismus kaum verändert.
- Es findet eine Reduktion der Informationsvielfalt auf die unterschiedliche Interpretation, Selektion und medientechnisch-dramaturgische Umsetzung des vorgegebenen Materials statt.
- Der Journalismus tritt als autonomes Informationssystem hinter die Selbstdarstellung der PR zurück. Die Leistung der Medien besteht weitgehend in der Spiegelung des durch PR Angebotenen.

## Kritik an der Determinationsthese
Diese Ergebnisse haben zu einer weiteren Beschäftigung der Wissenschaft mit dem Verhältnis von PR und Journalismus geführt.
Kritikpunkte sind u. a.:
- die methodische Einseitigkeit (nur Einfluss der PR auf Journalismus untersucht),
- die nicht beachteten Unterschiede in verschiedenen Medien,
- die nicht beachteten weiteren Einflussfaktoren auf den Journalismus,
- die Sichtweise, dass PR und Journalismus konkurrierende Systeme seien. Baerns Modell lässt nicht zu, dass beide Systeme symbiotisch voneinander profitieren z. B. durch Medienpartnerschaften bei Veranstaltungen und ökonomische Vorteile für das journalistische System durch bspw. preiswerte Übernahme von PR-Material und anschließende Berichterstattung.
- die nicht beachteten Schwierigkeiten der PR, in Krisensituationen ihre Botschaften zu kommunizieren.

## Weiterentwicklung der Determinationsthese
Die Forschungsergebnisse lösten eine rege Forschungstätigkeit in diesem Gebiet aus. Forschungsbefunde in anderen Regionen haben das Determinationsmodell als zu stark vereinfachend erscheinen lassen.
René Grossenbacher untersuchte 1985 18 schweizerische Zeitungen bezüglich der Verarbeitung des Informationsmaterials von 53 Pressekonferenzen über eine Input-Output-Analyse. Zusätzlich befragte er 12 Journalisten über den Umgang mit Quellen, nach Arbeitsabläufen und nach dem beruflichen Selbstverständnis. Sein Fazit:
- Kaum Abwandlung der PR-Texte durch die Journalisten außer Vermehrung von Zitaten und Neutralisierung der Sprache. Die eigentliche Informationsproduktion obliegt der PR, dem Journalismus obliegt nur die Selektion, Neutralisierung und Verdichtung des Inputs.

Damit bestätigte Grossenbacher für die schweizerischen Zeitungen Baerns These, die Öffentlichkeitsarbeit determiniere den Journalismus. Er stellte aber gleichzeitig fest, dass eine gegenseitige Abhängigkeit bestünde.
1992 untersuchten Wolfgang Donsbach und Henrike Barth die Berichterstattung über Pressekonferenzen. Sie kommen zu dem Schluss, dass zwischen beiden Systemen ein Konkurrenzverhältnis bei der Gestaltung von Medieninhalten vorherrscht:
- Auswahl der Themen durch professionelle Werte und Ziele des Journalisten; aktive Rolle des Journalisten bei der Beschaffung und Selektion der Medieninhalte
- Konstruktion der Medieninhalte ist durch die PR der politischen, wirtschaftlichen und gesellschaftlichen Akteure bestimmt; passive Rolle des Journalisten, die vorwiegend durch Strukturen des Kommunikationssystems bedingt ist.

Das bedeutet, dass der Einfluss der PR auf den Journalismus variiert. Dies hängt zum einen vom Nachrichtenwert des Ereignisses ab (so werden Krisen-Pressekonferenzen von Journalisten stärker nachrecherchiert als Alltags-Pressekonferenzen), zum anderen von der Einstellung des Journalisten zur Quelle. In dem Sinne, dass sich der WWF positiv über Atomkraft, eine Pressekonferenzen über Atomreaktoren hingegen eher negativ äußern würde.
Zu gänzlich anderen Ergebnissen kommt Saffarnia 1992 für die österreichische Tageszeitung Kurier hinsichtlich des Umgangs mit PR-Material. Das Ergebnis:
- Hohe Transformationsleistung / Eigenleistung durch Journalisten (zusätzliche Recherche, Kommentierung, …)

Mittlerweile gilt die Determinierungsthese, weil sie nicht alle Aspekte des Verhältnisses von Journalismus und PR betrachtet, als veraltet. Andere Modelle, wie das Intereffikationsmodell, haben die Determinierungsthese erweitert. Zurzeit dominieren in der Kommunikationswissenschaft systemtheoretische Überlegungen über das Verhältnis zwischen Journalismus und PR, allerdings auf sehr hohem Abstraktionsniveau.

## Medialisierungsthese
Die Medialisierungsthese geht im Gegensatz zur Determinationsthese davon aus, dass sich die Öffentlichkeitsarbeit dem Journalismus bzw. den Medien unterwirft. Auch aus dieser Perspektive gibt es ein Ungleichgewicht im Machtverhältnis der beiden Akteure. Aber Vertreter der Medialisierungsthese nehmen eine umgekehrte Wirkungsrichtung an und legen den Fokus der Überlegungen auf den Einfluss der Medien auf die Öffentlichkeitsarbeit. Die These findet vorrangig in Bezug auf politische Kommunikation bzw. politische Öffentlichkeitsarbeit Anwendung.
Der Ansatz geht aus einer vergleichsweise jungen Debatte (Medialisierung) der Kommunikationswissenschaft hervor, die sich mit der zunehmenden Bedeutung der Massenmedien für die Gesellschaft und die Politik befasst und eine problematische Abhängigkeit sieht. Folge der wachsenden Relevanz der Medien ist demnach die Anpassung der Politik und damit auch ihrer Öffentlichkeitsarbeit an die Logik des Mediensystems. Damit einher geht eine zunehmende Bedeutung und Professionalisierung der Öffentlichkeitsarbeit. Dies hat zum Beispiel zur Folge, dass politische Parteien Veranstaltungen wie Parteitage in Hinblick auf die spätere Berichterstattung durch die Medien entsprechend verändern und anpassen. Dazu gehört auch die Anpassung der Kommunikationsstrategie im Wahlkampf.
Dennoch unterstellt die Medialisierungsthese keine Steuerung der Öffentlichkeitsarbeit durch die Medien, sondern eine Selbststeuerung. Ob es sich um eine „freiwillige Unterwerfung“, wie es der ehemalige Bundeskanzler Helmut Schmidt bezeichnet hat, handelt oder nicht ist in der Forschung jedoch umstritten.
Aus Sicht der Medialisierungsthese erscheint das Verhältnis von Öffentlichkeitsarbeit und Journalismus einigen Autoren problematisch, da Organisationen von den Medien abhängig würden. Dies geschehe, weil sie auf deren Funktion als Nachrichtenübermittler angewiesen seien, die wiederum Anforderungen an Informationen stellen über die sie berichten. Mit diesen Anforderungen der Medien befasst sich beispielsweise die Nachrichtenwertforschung mit ihren ‚Nachrichtenfaktoren’, welche die Eigenschaften von Nachrichten beschreiben „die dazu beitragen, dass diese publikationswürdig bzw. mit Nachrichtenwert versehen werden“. Und auch der Agenda-Setting- und der Framing-Ansatz befassen sich den Selektionsprozessen des Journalismus. Das Agenda Setting beschreibt den Einfluss der Medienagenda auf die Agenda der Öffentlichkeit und das Framing die Beeinflussung der medialen Darstellung auf die Meinungsbildung.
Wichtig in Bezug auf die Medialisierungsthese ist festzuhalten, dass sie keine Steuerung der Öffentlichkeitsarbeit durch den Journalismus sieht, sondern eine „Medialisierung der Entscheidungsprogramme der PR-Systeme“. Wie auch die Determinationsthese, betrachtet sie nur einen Teilaspekt des Verhältnisses zwischen Journalismus und PR, nämlich vor allen Dingen den Einfluss des Journalismus auf die Public Relations-Systeme. Mögliche wechselseitige Effekte werden nicht betrachtet.

## Intereffikationsmodell von Bentele/Liebert/Seeling
Ausgehend von der Annahme, dass PR und Journalisten aufeinander angewiesen sind, formuliert Günter Bentele 1997 die Intereffikationsthese: Journalismus und Public Relations sind zwei ausdifferenzierte Teilsysteme der öffentlichen Kommunikation, die einander wechselseitig beeinflussen. Intereffikation ist ein Kunstwort, das aus den lateinischen Wörtern inter (zwischen) und efficare (etwas ermöglichen) zusammengesetzt ist, also in etwa „gegenseitige Ermöglichung“ bedeutet. Die zentrale These: Sowohl im Journalismus, wie auch in der Öffentlichkeitsarbeit sind die jeweiligen Kommunikationsleistungen nur möglich, „weil die andere Seite existiert und mehr oder weniger bereitwillig mitspielt“.[1] PR-Leistung ermöglicht also Journalismus und erst Journalismus ermöglicht PR.
Bentele u. a. (1997,240) verstehen den wechselseitigen Beeinflussungsprozess von PR und Journalismus als Intereffikation, d. h. „[…] als komplexes Verhältnis eines gegenseitig vorhandenen Einflusses, einer gegenseitigen Orientierung und einer gegenseitigen Abhängigkeit zwischen zwei relativ autonomen Systemen“. Dabei gehen sie von einem „Arenenmodell“ der Öffentlichkeit aus, das von Friedhelm Neidhardt entwickelt worden ist. Öffentlichkeit wird demzufolge als offenes Kommunikationsforum für alle verstanden, die etwas sagen oder das, was andere sagen, hören wollen.
Aufgrund dieser Annahme (1997,228ff) entwickeln sie ein Modell, das von vier Akteuren der öffentlichen Kommunikation ausgeht. Zwischen den Kommunikatorgruppen PR, Journalisten und Fachkommunikatoren (politische, wirtschaftliche, kulturelle Kommunikatoren usw.) sowie dem Publikum bzw. den Rezipienten (1997,228) „[…] bestehen komplexe und differenzierte Beziehungen[…]“.
Das Modell der Intereffikation will als Modell empirische Forschung organisieren und strukturieren. Es bildet Prozesse auf der systemischen (Journalismus – PR), der organisatorischen (PR-Agentur, Pressestelle – Redaktion) und individuellen Ebene (PR-Praktiker – Journalist) ab. Zwei zentrale Prozesse beschreiben das Verhältnis von PR und Journalismus auf den drei Ebenen:
- Induktion: Beschreibt intendierte, gerichtete Einflussprozesse der einen Seite auf die andere (etwa: Aufnahme einer Pressemitteilung in einem Zeitungsartikel)

- Adaption: Beschreibt Anpassungsprozesse der einen Seite an die andere (etwa: PR achtet auf journalistische Auswahlkriterien oder redaktionelle Routinen wie Redaktionsschlusszeiten)

Induktion und Adaption können in verschiedenen Bereichen bzw. Dimensionen durchaus unterschiedlich stark und unterschiedlich intensiv ausgeprägt sein. Beide Prozesse finden gleichzeitig auf beiden Seiten statt, die sich wiederum auf jeder Seite gegenseitig beeinflussen – damit stellt das Modell ein doppelt duales Kommunikationssystem dar.
Mit diesem Modell wurde vor allem die Einseitigkeit der Determinierungsthese aufgegeben. Es bezieht mehrere Ebenen und Prozesse ein, die nicht nur von einer Seite verursacht werden, sondern im Zusammenspiel gesehen und analysiert wurden. Eine abschließende Operationalisierung der komplexen Struktur des Modells steht noch aus. Bentele selbst beschreibt das Modell als deskriptiv und bezeichnet es lediglich als Grundlage für weitere empirische Untersuchungen. Kritik hat dieses Modell wegen seiner angeblichen „Machtvergessenheit“ und sprachlichen Erfindung. Andere Autoren (Stephan Ruß-Mohl) schlagen eher die Bezeichnung parasitäre Beziehung vor, wobei auch hier keine Richtung vorgegeben sein soll.